# The Catcher in the Rye
The Catcher in the Rye (Brasil: O Apanhador no Campo de Centeio / Portugal: À Espera no Centeio ou Uma Agulha num Palheiro) é uma história de J. D. Salinger, parcialmente publicada em forma de série entre 1945-1946 e como um romance em 1951. Um romance clássico originalmente publicado para adultos, desde então se tornou popular entre os leitores adolescentes por seus temas de angústia, alienação e como uma crítica à superficialidade da sociedade. Ele foi traduzido para quase todos os principais idiomas do mundo.
Cerca de um milhão de cópias são vendidas a cada ano, com vendas totais de mais de 65 milhões de livros. O protagonista do romance, Holden Caulfield, tornou-se um ícone da rebelião adolescente. O romance também lida com questões complexas de inocência, identidade, pertença, perda e conexão.
O romance foi incluído na lista da Time de 2005 dos 100 melhores romances em língua inglesa escritos desde 1923 e foi nomeado pela Modern Library e seus leitores como um dos 100 melhores romances em língua inglesa do século XX. Em 2003, foi listado em 15º lugar na pesquisa da BBC The Big Read.

## Enredo
O livro narra um fim-de-semana na vida de Holden Caulfield, um jovem de dezessete anos vindo de uma família abastada de Nova Iorque. Holden, estudante de um reputado internato para rapazes, o Colégio Pencey, volta para casa mais cedo no inverno, depois de ter recebido más notas em quase todas as matérias e ter sido expulso da escola. No regresso para casa, decide fazer um périplo, adiando, assim, o confronto com a família. Holden vai refletindo sobre a sua curta vida, repassando sua peculiar visão de mundo e tentando definir alguma diretriz para seu futuro. Antes de enfrentar os pais, procura algumas pessoas importantes para si, como um professor, uma antiga amiga, sua irmãzinha, e, junto a eles, tenta explicar e inclusive entender a confusão que passa pela sua cabeça.
O romance se passa em dezembro de 1949. A história começa com Holden Caulfield descrevendo encontros que teve com os alunos e professores do Pencey Prep, em Angerstown, Pensilvânia. Ele os critica por serem superficiais, ou, como ele diria, “falsos”.
Depois de ser expulso da escola por seu mau desempenho acadêmico, Holden arruma suas coisas e deixa a escola no meio da noite, depois de um embate físico com seu colega de quarto, Ward Stradlater. Ele pega um trem para a cidade de Nova Iorque, mas ainda não quer voltar para sua família, instalando-se, ao invés disso, no decadente Hotel Edmont.
Lá, ele passa uma noite dançando com três jovens turistas, tendo, posteriormente, um desajeitado encontro com uma jovem prostituta chamada Sunny. Sua atitude para com ela muda no minuto em que ela entra no quarto, pelo fato de ela parecer ter a mesma idade dele. Por isso, Holden se torna desconfortável com a situação, e quando ele diz a ela que tudo o que quer é conversar, ela se irrita com ele e decide ir embora. Entretanto, ele faz questão de pagar-lhe pelo seu tempo. Sunny e Maurice, seu cafetão, voltam ao quarto de Holden, mais tarde, para exigir mais dinheiro do que foi inicialmente acordado. Apesar do fato de Sunny levar cinco dólares da carteira de Holden, Maurice dá-lhe um soco no estômago.
Holden, então, procura por uma antiga namorada, Sally Hayes, convidando-a para ver um musical. Sally aceita o convite bastante animada, e então eles se reúnem para o programa. Depois do musical, Holden e Sally vão patinar no gelo; enquanto tomavam café-da-manhã, Holden subitamente convida Sally para fugir com ele, mas ela recusa. A resposta dela esvazia o humor de Holden, que rapidamente faz o comentário: “Você me é mesmo um pé no saco, se quer saber a verdade”, ele diz a ela, arrependendo-se imediatamente. Sally vai embora enquanto Holden a segue, implorando para que ela aceite suas desculpas. Eventualmente ele desiste e vai embora.
Holden passa o total de três dias na cidade e seu tempo é largamente caracterizado por grande bebedeira e solidão. Em certo ponto ele acaba em um museu, no qual ele contrasta sua vida com a dos esquimós nas vitrines. De até onde ele se recorda, as estátuas nunca mudaram. Tais preocupações podem ter se originado em grande parte devido à morte de seu irmão, Allie. Eventualmente, ele foge para o apartamento de seus pais, enquanto estes estão fora, para visitar sua irmã mais nova, Phoebe, que é a única pessoa com a qual Holden parecer ser capaz de se comunicar. Phoebe vê seu irmão como um herói, e ela é ingenuamente desconhecedora de que a visão de Holden dela é praticamente a mesma.
Holden compartilha uma fantasia na qual ele pensa: ele se vê como o único guardião de inúmeras crianças correndo e brincando em um vasto campo de centeio na beira de um precipício. Seu trabalho é pegar as crianças se elas vagarem perto da beira – ele é o "apanhador no campo de centeio". Holden acredita que ser um "apanhador no campo de centeio" significa salvar as crianças contra a perda de sua inocência.
Depois de deixar o apartamento de seus pais, Holden vai visitar um aposentado e muito estimado professor de Inglês, o Sr. Antolini, no meio da noite, que dá conselhos e lhe oferece um lugar para dormir. O Sr. Antolini diz a Holden que a marca do homem maduro é viver humildemente por uma causa, ao invés de morrer nobremente por ela, o que vai de encontro à ideia de Holden se tornar um "apanhador no campo de centeio", uma figura heróica que simbolicamente salva as crianças de "uma louca queda de um penhasco" e ficar expostas aos males da vida adulta. Holden fica chateado quando acorda no meio da noite e encontra o Sr. Antolini tocando sua cabeça de um jeito que ele acha esquisito. Há especulação sobre o Sr. Antolini fazer um avanço sexual sobre Holden, mas é deixado para o leitor decidir. Holden deixa a casa do professor e gasta sua última tarde vagando pela cidade. Posteriormente, ele se questiona se sua interpretação das ações do Sr. Antolini era correta.
Holden toma a decisão de seguir para o Oeste; quando menciona este plano para Phoebe, ela decide se juntar a ele. Holden rejeita a decisão da irmã, que fica chateada. Holden então decide não mais ir embora.
Holden tenta reverter o humor dela levando-a para o zoológico do Central Park. Ele percebe seu erro enquanto ela anda no carrossel que fica dentro do zoológico. Enquanto assistia Phoebe, Holden percebe que ele não pode ser o "apanhador no campo de centeio" e que ele, sim, precisa de ajuda.
Na conclusão do romance, Holden decide não mencionar sobre o presente, considerando-o inconsequente. Ele alude "ficar doente" e viver em um hospital mental, menciona que frequentará outra escola em setembro. Holden diz que surpreendentemente se encontrou sentindo falta de dois de seus ex-colegas, Stradlater e Ackley, e até mesmo de Maurice, o cabineiro-cafetão. As últimas palavras do romance são "Nunca conte nada a ninguém. Se você o fizer, começará a sentir falta de todos".

## Recepção
The Catcher in the Rye tem sido consistentemente listado como um dos melhores romances do século XX. Logo após sua publicação, em um artigo para o The New York Times, Nash K. Burger o chamou de "um romance extraordinariamente brilhante", enquanto James Stern escreveu uma resenha admirada do livro com uma voz que imitava a de Holden.

## Reações violentas
Vários tiroteios foram associados ao romance de Salinger, incluindo o assassinato de Rebecca Schaeffer por Robert John Bardo e a tentativa de assassinato de Ronald Reagan por John Hinckley Jr. Além disso, após atirar fatalmente em John Lennon, Mark David Chapman foi preso com um exemplar do livro que havia comprado naquele mesmo dia, dentro do qual havia escrito: "Para Holden Caulfield, de Holden Caulfield, esta é minha declaração".